# Pseudoscaphirhynchus kaufmanni
Lo storione dell'Amu Darya (Pseudoscaphirhynchus kaufmanni Kessler 1877 ex. Bogdanov, 1874) è un pesce della famiglia degli Acipenseridi. Molto diffuso nelle acque del fiume omonimo fino agli anni settanta, sopravvive attualmente solo con un numero ridotto di esemplari.

## Descrizione
Lo storione dell'Amu Darya raggiunge una lunghezza massima di 75 cm ed un peso di 2 kg; ha il lobo superiore della pinna caudale trasformato in un filamento nastriforme. Raggiunta la maturità sessuale, all'età di 6 — 7 anni, risale tra aprile e maggio il corso del fiume per deporre le uova in acque che abbiano una temperatura di circa 16 °C; la sua alimentazione è costituita da pesci, in prevalenza cobitidi e giovani barbi. Trattandosi di una specie economicamente molto importante, in passato è stato oggetto di una intensissima pesca. Il colpo di grazia alla sua sopravvivenza, tuttavia, è stato il pesante inquinamento delle acque in cui vive, dovuto all'intenso utilizzo di fertilizzanti chimici.

## Distribuzione
È endemico del medio corso dell'Amu Darya. Al giorno d'oggi ne rimangono solamente due popolazioni: una nel fiume Vakhsh (un affluente dell'Amu Darya) e nel medio corso dell'Amu Darya, in una zona di 500 km di fiume tra le città di Kerki e di Türkmenabat (l'antica Chardzhou); oltre questa città non si incontra più alcun esemplare.
In tempi storici questa specie era diffusa lungo tutto l'Amu Darya, dalle acque del corso superiore (dove il fiume è noto come Pyandzh) al delta. Gli ultimi sparuti esemplari delle acque del corso inferiore del fiume furono avvistati all'inizio degli anni novanta.